# París-Tours 1913

Agostini en el París-Tours 1913

La París-Tours 1913 fue la 10.ª edición de la clásica París-Tours. Se disputó el 6 de abril de 1913 y el vencedor final fue el francés Charles Crupelandt, que se impuso al sprint.  

## Clasificación general[3]
|    | Ciclista             | Equipo   | Tiempo    |
| -- | -------------------- | -------- | --------- |
| 1  | Charles Crupelandt   |          | 7h 15'00" |
| 2  | Georges Passerieu    | Automoto | m.t.      |
| 3  | Louis Luguet         |          | m.t.      |
| 4  | René Vandenberghe    | Alcyon   | m.t.      |
| 5  | Louis Mottiat        | Alcyon   | m.t.      |
| 6  | Jean Rossius         |          | m.t.      |
| 7  | Georges Tribouillard |          | m.t.      |
| 8  | Emile Engel          |          | m.t.      |
| 9  | Emile Georget        |          | m.t.      |
| 10 | Félicien Salmon      |          | a 5'00"   |